# Ty Abbott
Pour les articles homonymes, voir Abbott.
Tyshawn Abbott, né le 19 août 1988 à Phoenix en Arizona, est un joueur américain de basket-ball.

## Palmarès
- Championnat d'Estonie :
  - Vainqueur : 2013.